# Biegun Landaua
Biegun Landaua – skala pędu (lub energii), przy której stała sprzężenia (siła oddziaływania) w kwantowej teorii pola staje się nieskończona. Taką możliwość wskazał fizyk Lew Landau i jego współpracownicy. Fakt, że stała sprzężenia zależy od skali pędów (lub odległości) jest podstawową ideą grup renormalizacji.
Biegun Landaua pojawia się w teoriach, które nie są asymptotycznie swobodne, takich jak elektrodynamika kwantowa (QED) i teoria {\displaystyle \varphi ^{4}} (teoria pola skalarnego z oddziaływaniem czteroliniowym, taka jak ta opisująca bozon Higgsa). W tych teoriach zrenormalizowana stała sprzężenia rośnie z energią. Biegun Landaua pojawia się, kiedy stała sprzężenia staje się nieskończona przy skończonej skali energii. W teorii, która ma być kompletna, może to być uznane za matematyczną niespójność. Możliwym rozwiązaniem jest przyjęcie, że zrenormalizowany ładunek dąży do zera, kiedy usunie się odcięcie, czyli że ładunek jest całkowicie ekranowany przez fluktuacje kwantowe (polaryzacja próżni). Jest to „kwantowa trywialność” (ang. quantum triviality) oznaczająca, że poprawki kwantowe usuwają oddziaływanie w nieobecności odcięcia.
Ponieważ biegun Landaua jest normalnie obliczany przy wykorzystaniu jedno- lub dwupętlowych obliczeń perturbacyjnych, jest możliwe, że biegun ten jest raczej znakiem, że przybliżenie perturbacyjne załamuje się przy silnych sprzężeniach. Sieciowa teoria pola (lattice field theory) pozwala na obliczenia nieperturbacyjne i była zastosowana do rozstrzygnięcia tego problemu. Obliczenia numeryczne wykonane tą metodą wydają się potwierdzać wniosek Landaua, że ładunek w QED jest całkowicie ekranowany przy nieskończonym odcięciu.
Z biegunem Landaua jest związany duch Landaua – cząstka (tachion) o urojonej masie danej w przypadku QED przez {\displaystyle M^{2}=-m^{2}\exp(411\pi )}.

## Krótka historia
Według pracy Landaua, Abrikosowa i Chałatnikowa relacja między obserwowanym ładunkiem {\displaystyle g_{obs}} i „gołym” ładunkiem {\displaystyle g_{0}} dla renormalizowalnych teorii pola jest dana wyrażeniem:
{\displaystyle g_{obs}={\frac {g_{0}}{1+\beta _{2}g_{0}\ln \Lambda /m}},\qquad \qquad \qquad (1)}
gdzie {\displaystyle m} to masa cząstki, a {\displaystyle \Lambda } to odcięcie pędu. Dla skończonych {\displaystyle g_{0}} i {\displaystyle \Lambda \rightarrow \infty } obserwowany ładunek {\displaystyle g_{obs}} dąży do zera i teoria wygląda na trywialną.
Właściwa interpretacja równania 1 opiera się na jego odwróceniu, tak że {\displaystyle g_{0}} (związane ze skalą odległości {\displaystyle \Lambda ^{-1}}) jest dobierane tak, żeby dać poprawną wartość {\displaystyle g_{obs}{:}}
{\displaystyle g_{0}={\frac {g_{obs}}{1-\beta _{2}g_{obs}\ln \Lambda /m}}.\qquad \qquad \qquad (2)}
Kiedy {\displaystyle \Lambda } rośnie, goły ładunek {\displaystyle g_{0}=g(\Lambda )} rośnie i jest rozbieżny w punkcie renormalizacji:
{\displaystyle \Lambda _{Landau}=m\exp \left\{{\frac {1}{\beta _{2}g_{obs}}}\right\}.\qquad \qquad \qquad (3)}
Ta osobliwość to biegun Landaua z ujemnym reziduum, {\displaystyle g(\Lambda )\approx -\Lambda _{Landau}/(\beta _{2}(\Lambda -\Lambda _{Landau})).}
W rzeczywistości jednak wzrost {\displaystyle g_{0}} powoduje niepoprawność wzorów 1 i 2 w obszarze {\displaystyle g_{0}\approx 1,} gdyż uzyskano je dla {\displaystyle g_{0}\ll 1,} więc rzeczywiste istnienie bieguna Landaua staje się wątpliwe.
Faktyczne zachowanie ładunku {\displaystyle g(\mu )} jako funkcji skali pędu {\displaystyle \mu } jest określone przez równanie Gell-Manna-Lowa:
{\displaystyle {\frac {dg}{d\ln \mu }}=\beta (g)=\beta _{2}g^{2}+\beta _{3}g^{3}+\dots ,\qquad \qquad \qquad (4)}
które daje równania 1 i 2 po scałkowaniu z warunkiem {\displaystyle g(\mu )=g_{obs}} dla {\displaystyle \mu =m} i {\displaystyle g(\mu )=g_{0}} dla {\displaystyle \mu =\Lambda ,} kiedy jedyny wyraz z {\displaystyle \beta _{2}} jest zachowany z prawej strony. Ogólne zachowanie {\displaystyle g(\mu )} zależy od postaci funkcji {\displaystyle \beta (g).}
Według standardowej klasyfikacji Bogolubowa i Szyrkowa są trzy jakościowo różne przypadki:
(a) jeśli {\displaystyle \beta (g)} ma zero dla skończonej wartości {\displaystyle g*,} wzrost {\displaystyle g} jest nasycony i {\displaystyle g(\mu )\to g*} dla {\displaystyle \mu \to \infty ;}
(b) jeśli {\displaystyle \beta (g)} nie zmienia znaku i zachowuje się jak {\displaystyle \beta (g)\propto g^{\alpha }} z {\displaystyle \alpha \leqslant 1} dla dużych {\displaystyle g,} to {\displaystyle g(\mu )} rośnie aż do nieskończoności;
(c) jeśli {\displaystyle \beta (g)\propto g^{\alpha }} z {\displaystyle \alpha >1} dla dużych {\displaystyle g,} to {\displaystyle g(\mu )} jest rozbieżne dla skończonej wartości {\displaystyle \mu _{0}} i powstaje rzeczywisty biegun Landaua: teoria jest wewnętrznie niespójna, gdyż wartość {\displaystyle g(\mu )} jest nieokreślona dla {\displaystyle \mu >\mu _{0}.}
Landau i Pomieranczuk próbowali uzasadnić możliwość (c) w przypadku QED i teorii {\displaystyle \phi ^{4}.} Zauważyli, że wzrost {\displaystyle g_{0}} w równaniu 1 prowadzi obserwowalny ładunek {\displaystyle g_{obs}} do stałej granicy, która nie zależy od {\displaystyle g_{0}.} To samo zachowanie można otrzymać z całek funkcjonalnych pomijając kwadratowe wyrazy w działaniu. Jeśli pomijanie kwadratowych wyrazów jest poprawne już dla {\displaystyle g_{0}\ll 1,} jest tym bardziej poprawne dla {\displaystyle g_{0}} rzędu jedności lub większego. To z kolei uzasadnia uznanie równania 1 za poprawne dla dowolnych {\displaystyle g_{0}.} Poprawność tych rozważań na poziomie ilościowym jest wykluczona przez niekwadratową postać funkcji {\displaystyle \beta .} Mogą one jednak być poprawne jakościowo. Rzeczywiście rezultat {\displaystyle g_{obs}=const(g_{0})} można otrzymać z całek funkcyjnych tylko dla {\displaystyle g_{0}\gg 1,} a ich poprawność dla {\displaystyle g_{0}\ll 1,} oparta na równaniu 1, może być związana z innymi powodami. Dla {\displaystyle g_{0}\approx 1} ten wynik jest prawdopodobnie naruszony, ale na podstawie warunku dopasowania można oczekiwać zgodności rzędu wielkości dwu stałych. Wyniki metody Monte Carlo wydaja się potwierdzać jakościową poprawność argumentów Landaua i Pomieranczuka, chociaż jest też możliwa inna interpretacja.
Przypadek (c) klasyfikacji Bogolubowa i Szyrkowa odpowiada kwantowej trywialności w pełnej teorii (poza kontekstem perturbacji). (Można to wykazać w drodze sprowadzenia do absurdu. Jeśli {\displaystyle g_{obs}} jest skończone, teoria jest wewnętrznie niespójna. Jedynym sposobem aby tego uniknąć jest dążenie {\displaystyle \mu _{0}} do nieskończoności, możliwe tylko dla {\displaystyle g_{obs}\to 0.}) Panuje powszechne przekonanie, że zarówno QED, jak i teoria {\displaystyle \phi ^{4}} są trywialne w granicy continuum. Dostępne informacje potwierdzają jednak tylko „wilsonowską trywialność”, która jest równoważna po prostu dodatniości {\displaystyle \beta (g)} dla {\displaystyle g\neq 0} i może być uznana za potwierdzoną. Oznaki „prawdziwej” kwantowej trywialności nie są liczne i pozwalają na różne interpretacje.

## Fenomenologia
W teorii mającej reprezentować fizyczne oddziaływanie z niezerowym sprzężeniem, bieguny Landaua lub trywialność mogą być uznane za oznakę niekompletności. Na przykład QED nie jest zwykle uważana za samodzielną kompletną teorię, a biegun Landaua może być znakiem nowej fizyki związanej z tym, że QED jest częścią teorii wielkiej unifikacji. Skala wielkiej unifikacji dostarczyłaby naturalnego odcięcia znacznie poniżej skali Landaua zapobiegając obserwowalnym fizycznym konsekwencjom bieguna Landaua.
Problem bieguna Landaua w QED ma znaczenie czysto akademickie. Rolę {\displaystyle g_{obs}} w równaniach 1 i 2 gra stała struktury subtelnej {\displaystyle \alpha \approx 1/137,} a skala Landaua dla QED jest oszacowana na 10286 eV, czyli wiele rzędów wielkości więcej niż jakakolwiek skala mająca znaczenie w fizyce cząstek. Dla porównania: maksymalne energie dostępne w Wielkim Zderzaczu Hadronów są rzędu 1013 eV, a skala Plancka, dla której istotna staje się grawitacja kwantowa, a stosowalność samej kwantowej teorii pola może być podana w wątpliwość, to tylko 1028 eV.
Bozon Higgsa w modelu standardowym fizyki cząstek jest opisany przez teorię {\displaystyle \phi ^{4}.} Jeśli ma ona biegun Landaua, ten fakt ustanawia „więzy trywialności” („triviality bound”) na masę Higgsa. Więzy te zależą od skali, w której oczekiwana jest nowa fizyka i maksymalnej dopuszczalnej stałej sprzężenia (fizyczna wartość jest nieznana). Dla dużych sprzężeń wymagane są metody nieperturbacyjne. W tym kontekście użyteczne mogą być też metody obliczenia na sieci.

## Ostatnie wyniki
Rozwiązania problemu bieguna Landaua wymaga obliczenia funkcji Gell-Manna-Lowa {\displaystyle \beta (g)} dla dowolnego {\displaystyle g} i jej asymptotycznego zachowania dla {\displaystyle g\to \infty .} Jest to bardzo trudne i przez wiele lat było uważane za niewykonalne: obliczenia z wykorzystaniem diagramów pozwalają wykorzystać tylko kilka współczynników {\displaystyle \beta _{2},\beta _{3},\dots } rozwinięcia, które nie pozwalają badać funkcji {\displaystyle \beta } w całości. Postęp stał się możliwy po rozwinięciu przez Lipatowa metody obliczenia dużych rzędów teorii perturbacyjnej. Teraz można próbować interpolować znane współczynniki {\displaystyle \beta _{2},\beta _{3},\dots } ich zachowaniem w wysokim rzędzie i sumować szereg perturbacyjny. Pierwsze próby rekonstrukcji funkcji {\displaystyle \beta } świadczyły o trywialności teorii {\displaystyle \phi ^{4}.} Zastosowanie bardziej zaawansowanych metod sumowania dało wykładnikowi {\displaystyle \alpha } w granicy {\displaystyle \beta (g)\propto g^{\alpha }} wartość bliską jeden. Hipoteza dla asymptotyki {\displaystyle \beta (g)\propto g} została ostatnio potwierdzona analitycznie dla teorii {\displaystyle \phi ^{4}} i QED. Razem z dodatnią określonością {\displaystyle \beta (g)} otrzymana przez sumowanie szeregu daje to przypadek (b) klasyfikacji Bogolubowa i Szyrkowa, a zatem biegun Landaua jest w tych teoriach nieobecny. Możliwość pominięcia wyrazu kwadratowego w działaniu sugerowana przez Landaua i Pomieranczuka nie jest potwierdzona.